# متوسطات الفوهات
متوسطات الفوهات  (الاسم العلمي: Mesostigmata) هي رتبة من المفصليات تتبع صنف القراديات من طائفة العنكبوتيات.

## رتيبات
- الواخزاويات (الاسم العلمي:Dermanyssina)
- (الاسم العلمي:Arctacarina)
- (الاسم العلمي:Epicriina)
- (الاسم العلمي:Heterozerconina)
- (الاسم العلمي:Microgyniina)
- (الاسم العلمي:طفيلياوات)
- (الاسم العلمي:Sejina)
- (الاسم العلمي:Uropodina)
- (الاسم العلمي:Zerconina)
- (الاسم العلمي:Antennophorina)
- (الاسم العلمي:Cercomegistina)